# Рауф Мамедов
Рауф Мамедов (азер. Rauf Məmmədov; рођен 26. априла 1988) је азербејџански шаховски велемајстор. Он је учествовао на Светском ФИДЕ Купу у 2007, 2009, 2011. и 2015. години.

## Каријера
Рођен у Бакуу, Мамедов је почео да игра шах у узрасту од седам година. У 2004. години је освојио прво место у групи до 14 година на Европском омладинском првенству у шаху. Исте године он је постао велемајстор (ВМ), после победе на Опен Дубаију. Мамедов је освојио и првенство Азербејџана у 2006, 2008 и у 2015. години.
У 2009, је поделио 1-3. место са Јуријем Кузубовим и Дмитријем Андрејкином у категорији 16 SPICE Куп турнир у Лабоку, Тексас. Мамедов је освојио Корзика мастер блиц-турнир у 2011. години. У 2015. години Мамедов је победио на Европском Блиц првенству у Минску. У 2016. години, он је освојио мушки брзопотезни шаховски турнир IMSA Elite Mind Games у Хуајану, Кина.
У фебруару 2018. године, учествоваоје на "Аерофлот опену". Заврши је као десети од деведесет два учесника, остваривши 6/9 (+5-2=2).

### Екипна такмичења
Мамедов је играо репрезентацију Азербејџана када су освојили златну медаљу на Европском екипном шаховском шампионату у 2009. години, 2013. и 2017. Имао је најбољи рејтинг перформанс на четвртој табли у 2017. години, постигавши 8/9 са 2920 рејтинг перформансом .

## Галерија
- Мамедов са Азербејџанском репрезентацијом, победником Европског екипног шаховског шампионата у 2007. години.
- Мамедов на EuroChess 2007.